# Håsten

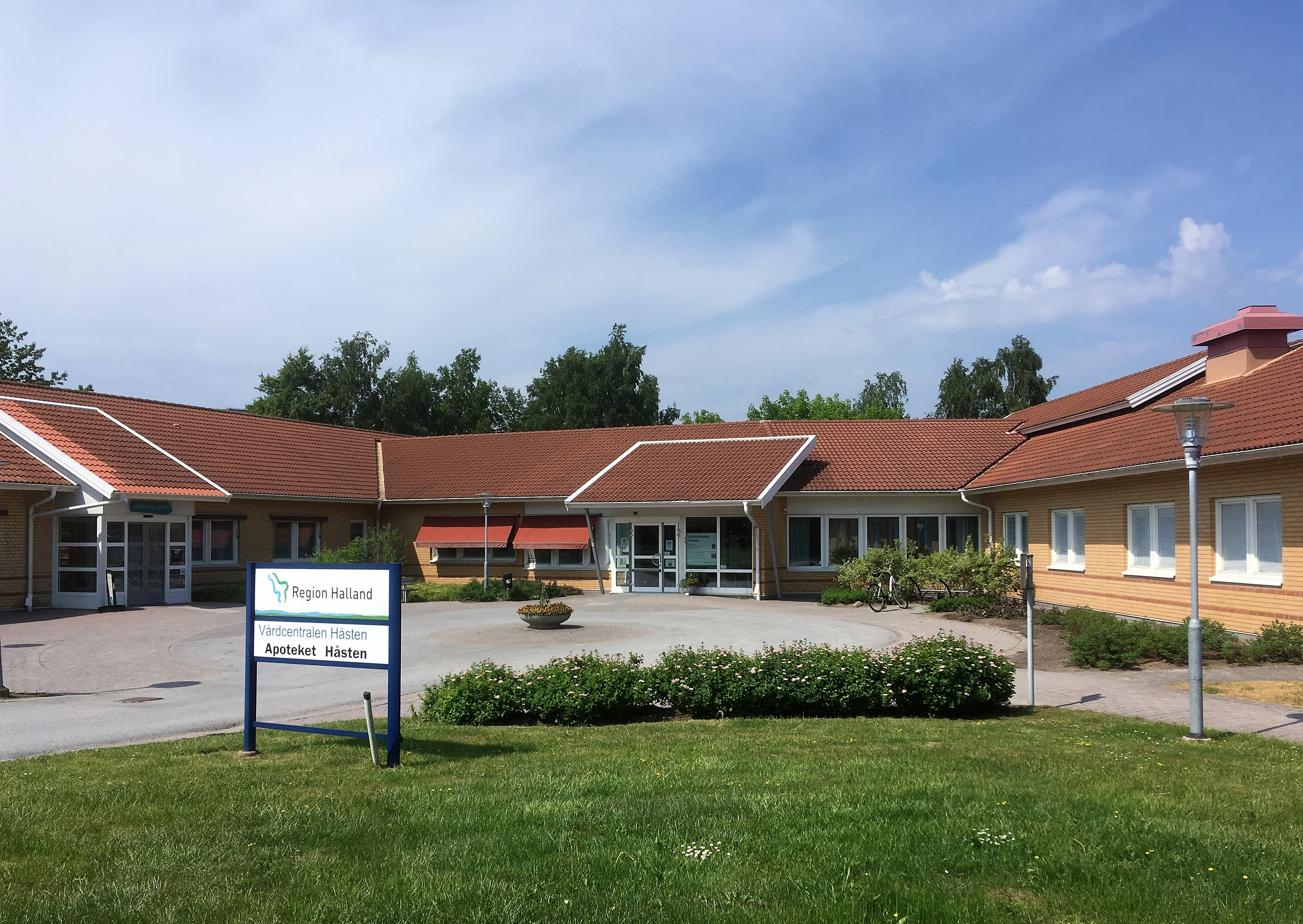
Håstens Vårdcentral och Apotek.

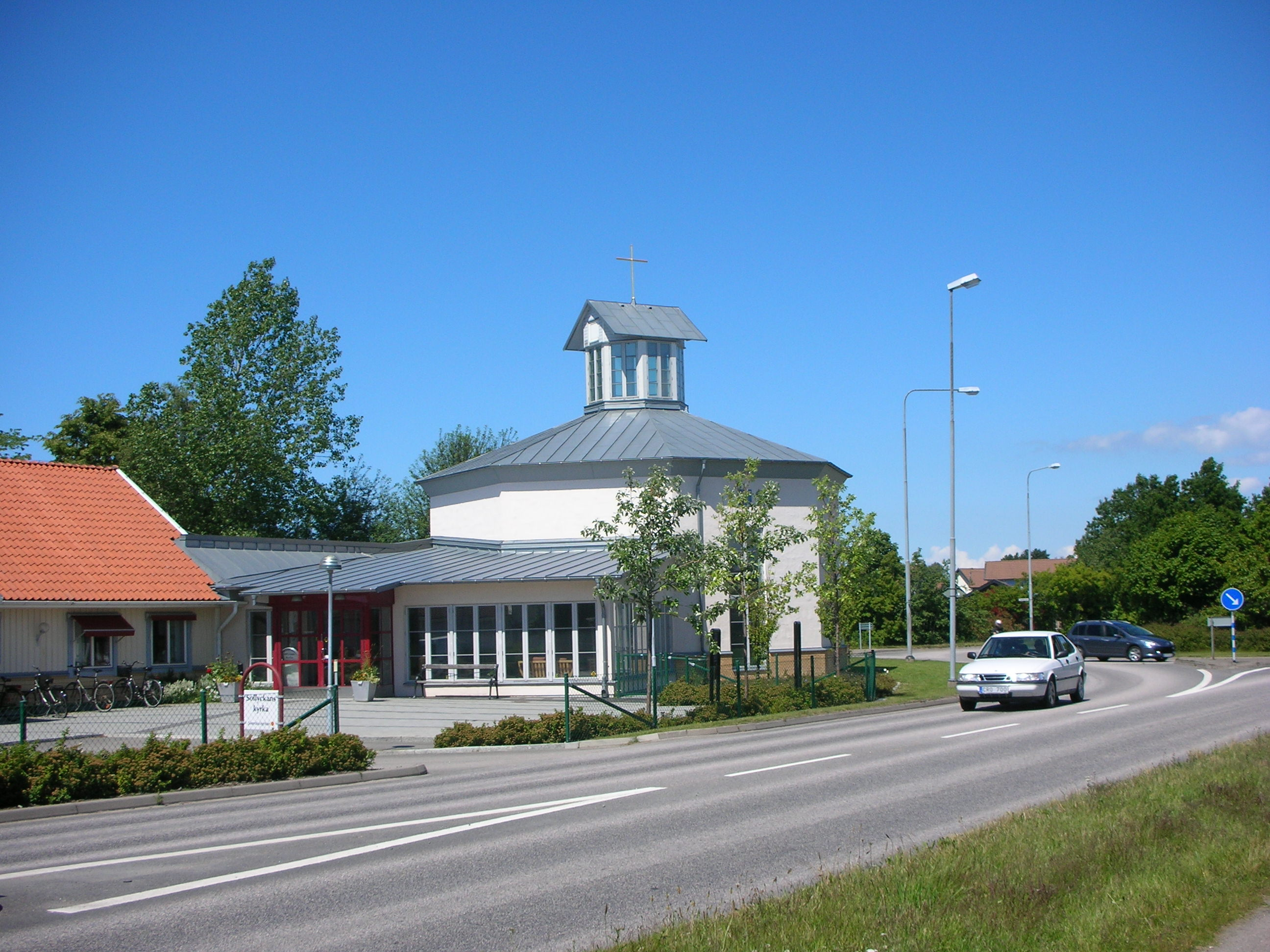
Sollyckans kyrka, nära Håstens torg.

Håsten är en stadsdel i östra Varberg, bebyggd av Varbergs Bostads AB under 1970-talet, då som 'Stiftelsen Hyresfastigheter'. 1988-1993 gjordes en stor ombyggnad av de äldsta husen. Här finns cirka 1 000 lägenheter, fördelade på radhus och villaliknande småhus med trädgårdstäppa. Fyra Håstensgator har namn efter landskap: Skånegatan, Smålandsgatan, Västgötagatan och Ölandsgatan, medan Galgbergsgatan minner om en gammal avrättningsplats. Området här, liksom affärsområdet norr därom, räknas sedan gammalt till Stenåsa. Mer under Varberg/Stadsdelar.
Här finns bank och postservice, två förskolor, bensinstation, stor livsmedelshall och dito blomsterhandel, fritidslokaler liksom simhall, tennishall och idrottsanläggning med fotbollsplaner. I området finns två kyrkor: Håstenskyrkan och Sollyckans kyrka. Bockstensskolan har namn efter det omtalade fyndet i Åkullaskogen, Håstensskolan i områdets norra del är byggd på platsen för en tidigare bondgård, Äckregården. Ett stort koloniområde finns i anslutning till bebyggelsen. 'Vårdcentralen Håsten' och Apotek är belägna intill Håstens torg. Vid Ölandsgatan finns ett särskilt boende för behövande sjuka och äldre. Under 2008 görs tisdagar och fredagar försök med torghandel på Håstens torg.
Håsten har sitt namn efter berget där stadens vattentorn byggdes på 1890-talet (och påbyggdes 1954). Det är en så kallad horst, i äldre handlingar kallad ’Horststensberget’. Vattentornet byggdes på dess högsta punkt, som också är centralortens, 42 meter över havet. Berget har under senare år tagits i anspråk för en utvidgning av S:t Jörgens kyrkogård. Utöver ett stort antal gravar finns här krematorium, S:t Jörgens kapell och en minneslund.
Med 'Håsten' avser man idag ett område som avgränsas av Trädlyckevägen, Österleden, Äckregårdsvägen och Susvindsvägen. Tidigare gällde namnet sannolikt endast berget med intilliggande fält, exempelvis ’Håstensgärdet nr 197’, som 1929 inköptes av kommunen och nu delas av det som ibland kallas ’Nya kyrkogården’ och bostadsområdet Havstruten.. 